# Труп (Пенсільванія)
Труп (англ. Throop) — місто (англ. borough) в США, в окрузі Лекаванна штату Пенсільванія. Населення — 4065 осіб (2020).

## Географія
Труп розташований за координатами 41°26′18″ пн. ш. 75°35′34″ зх. д. / 41.43833° пн. ш. 75.59278° зх. д. (41.438227, -75.592655).  За даними Бюро перепису населення США в 2010 році місто мало площу 12,87 км², уся площа — суходіл.

## Демографія
Згідно з переписом 2010 року, у селищі мешкало 4088 осіб у 1778 домогосподарствах у складі 1122 родин. Густота населення становила 318 осіб/км².  Було 1937 помешкань (151/км²).
Расовий склад населення:
| - 96,0 % — білих - 1,2 % — чорних або афроамериканців - 0,6 % — азіатів - 0,2 % — корінних американців |

До двох чи більше рас належало 1,2 %. Частка іспаномовних становила 2,0 % від усіх жителів.
За віковим діапазоном населення розподілялося таким чином: 19,2 % — особи молодші 18 років, 63,2 % — особи у віці 18—64 років, 17,6 % — особи у віці 65 років та старші. Медіана віку мешканця становила 42,4 року. На 100 осіб жіночої статі у селищі припадало 92,0 чоловіків;  на 100 жінок у віці від 18 років та старших — 89,4 чоловіків також старших 18 років.
Середній дохід на одне домашнє господарство  становив 57 581 долар США (медіана — 48 071), а середній дохід на одну сім'ю — 65 665 доларів (медіана — 60 000). Медіана доходів становила 48 457 доларів для чоловіків та 35 134 долари для жінок. За межею бідності перебувало 14,7 % осіб, у тому числі 35,4 % дітей у віці до 18 років та 3,6 % осіб у віці 65 років та старших.
Цивільне працевлаштоване населення становило 2048 осіб. Основні галузі зайнятості: освіта, охорона здоров'я та соціальна допомога — 23,7 %, роздрібна торгівля — 13,4 %, виробництво — 11,6 %.